# Perro de La Pastora
El Perro de La Pastora es un perro fantasma del folklore de Venezuela. Se trata de un animal que, en las últimas horas del día, se acerca cansinamente al autobús para subirse en la parada de Torrero, en la parte baja del barrio de La Pastora, Cabimas, estado Zulia. Sube de un salto al vehículo, viajando hasta la Puerta de Caracas, sin que ningún pasajero proteste por su presencia.